# Comté de Gilmer (Virginie-Occidentale)
Pour les articles homonymes, voir Comté de Gilmer.
Le comté de Gilmer est un comté des États-Unis situé dans l’État de Virginie-Occidentale. En 2013, la population était de 8 672 habitants. Son siège est Glenville. Le comté a été créé en 1845 à partir de parties des comtés de Kanawha et Lewis et baptisé du nom de Thomas Walker Gilmer, gouverneur de Virginie de 1840 à 1841.

## Principales villes
- Glenville
- Sand Fork
- Stumptown
- Normantown
- Rosedale